# Крівешть (Винеторі, Ясси)
Крівешть, Крівешті (рум. Crivești) — село у повіті Ясси в Румунії. Входить до складу комуни Винеторі.
Село розташоване на відстані 325 км на північ від Бухареста, 63 км на захід від Ясс.

## Населення
За даними перепису населення 2002 року у селі проживали 1535 осіб, з них 1534 особи (99,9%) румунів. Рідною мовою 1534 особи (99,9%) назвали румунську.